# NGC 2730
NGC 2730 je galaksija u zviježđu Raku.

## Vanjske poveznice
- SEDS: NGC 2730